# Старстон
Старстон (на английски: Starston) е малко село в графство Норфолк, Англия. То покрива площ от 9,02 км2 и има население от 325 души (по приблизителна оценка от юни 2017 г.).
Между 1856 и 1866 г. то има своя жп. гара, но след това е затворена поради неизползване. Превозът на пътници и багаж продължава до 1960 г. поради опитите на правителството да намали разходите за поддръжка на железниците.
Селцето имало кръчма, наречена „Вратата“, която затваря през 1950 г. Тя е превъната в магазин, но след това е затворена през 1980 г.
Местното училище затваря през 1968 г. Повечето деца ходят на училище в близкото градче Харлстон, което се намира на около километър.
Селцето има собствено месечно списание, наречено The Pigeon Post.